# Bandiougou Fadiga
Bandiougou Fadiga (Parijs, 15 januari 2001) is een Frans voetballer die bij voorkeur als middenvelder speelt. Hij speelt bij Paris Saint-Germain, waar hij doorstroomde uit de eigen jeugdacademie.

## Clubcarrière
Fadiga werd geboren in Parijs en speelde drie seizoenen in de jeugdopleiding van Issy-les-Moulineaux en zeven bij Paris Saint-Germain. Op 29 januari 2019 tekende hij zijn eerste profcontract. Op 16 september 2020 debuteerde Fadiga in de Ligue 1 tegen FC Metz.